# J̣
Cette page contient des caractères spéciaux ou non latins. S’ils s’affichent mal (▯, ?, etc.), consultez la page d’aide Unicode.
J̣ (minuscule : j̣), appelé J point souscrit, est un graphème utilisé dans certaines romanisations dont celle du torwali. Sa minuscule a été utilisée comme symbole dans l’alphabet phonétique américaniste. Il s'agit de la lettre J diacritée d'un point souscrit.

## Utilisation
Le j point souscrit est utilisé dans l’alphabet wakhi du séminaire Alifbo de 2013.

## Représentations informatiques
Le J point souscrit peut être représenté avec les caractères Unicode suivants :
- décomposé (latin de base, diacritiques) :

| formes    | représentations | chaînes de caractères | points de code | descriptions                                         |
| --------- | --------------- | --------------------- | -------------- | ---------------------------------------------------- |
| capitale  | J̣               | J◌̣                    | U+004A U+0323  | lettre majuscule latine j diacritique point souscrit |
| minuscule | j̣               | j◌̣                    | U+006A U+0323  | lettre minuscule latine j diacritique point souscrit |